# 145566 Andreasphilipp
145566 Andreasphilipp è un asteroide della fascia principale. Scoperto nel 2006, presenta un'orbita caratterizzata da un semiasse maggiore pari a 2,6984807 UA e da un'eccentricità di 0,1736379, inclinata di 10,96964° rispetto all'eclittica.